# Автошлях Т 0523
Автошля́х Т 0523 — автомобільний шлях територіального значення у Маріупольському районі Донецької області. Пролягає від автошляху національного значення Н20 через Кременівку, Нікольське, Мангуш і закінчується в смт Ялта. Загальна довжина атошляху — 59,7 км.

## Маршрут
Автошлях проходить через населені пункти:
| Автошлях Т 0523      |            |
| Донецька область     |            |
| Маріупольський район |            |
|                      | Н20        |
| Кременівка           |            |
| Перемога             |            |
| Первомайське         |            |
| Нікольське           | Т 0518 Н08 |
| Мангуш               | М14E58     |
| Ялта                 |            |